# Altersstruktur

Alterspyramide von Deutschland (2017)

Globale Alterspyramide (2017)

Zeitlicher Verlauf der Alterspyramide von Deutschland (1970–2020)

Als Altersstruktur oder Altersverteilung wird die statistische Verteilung von Personen nach deren Alter zum Erfassungszeitpunkt bezeichnet. Sie ist ein Hilfsmittel der Demografie und unterstützt Prognosen zur Bevölkerungsentwicklung.
Sie kann sich statt auf Personen aber auch auf Tierarten oder dazu spezifizierte Gebrauchsgegenstände wie beispielsweise Pkw, Waschmaschinen oder Computer beziehen.

## Altersstruktur der Bevölkerung
Im allgemeinen Sprachgebrauch ist dagegen mit Altersstruktur fast immer die Altersverteilung der Bevölkerung gemeint. Die grafische Darstellung dieser Verteilung wird Alterspyramide oder Bevölkerungspyramide genannt. In diesen wird die Altersstruktur getrennt nach Frauen und Männern auf zwei Seiten dargestellt. Eine solche Grafik ist wie folgt aufgebaut (siehe Beispiel rechts):
- X-Achse: Anzahl oder Anteil Menschen zu einem Jahrgang (Lebensalter)
- Y-Achse: Lebensalter der Menschen, dargestellt in 5-Jahres-Schritten.
- Durch die Anordnung der Y-Achse in der Mitte der X-Achse werden in die eine Richtung der X-Achse die Anteile der Frauen und in die andere Richtung der X-Achse die Anteile der Männer dargestellt.

Aus dieser Anordnung der Achsen und Werte entstehen verschiedene grafische Formen, die in ihrer Entstehung und in den sozialen Auswirkungen unterschiedlichste Ursachen und Ergebnisse haben.
Der Begriff Alterspyramide ist aus den ersten derartigen Darstellungen entstanden, die pyramidenförmig aussehen, da hier die jüngsten Jahrgänge, die die Basis der Grafik bilden, die meisten Vertreter stellen und die Zahl der Angehörigen eines Jahrgangs mit zunehmendem Alter abnimmt. Auch wenn sich in den allermeisten Industriestaaten die Altersstruktur aufgrund der verringerten Sterblichkeit (Mortalität oder Sterberate), der gestiegenen Lebenserwartung und der gesunkenen Geburtenrate schon längst von der ursprünglichen Alterspyramide weg entwickelt hat (Begriff der Überalterung), wird diese Bezeichnung weiterhin allgemein verwendet. In Entwicklungs- und Schwellenländern findet sich teilweise noch die namensgebende Pyramidenform.
Entsprechend der Geschichte einer Bevölkerung sind bestimmte grafische Formen als Ergebnis zu erwarten. Dabei sorgen unterschiedliche Ereignisse in der Entwicklung der Bevölkerung für erkennbare Veränderungen oder Verformungen. Beispiele hierfür sind Kriege, Naturkatastrophen und Veränderungen im kulturellen und sozialen Verhalten der Menschen (zum Beispiel Pillenknick).
Das Medianalter (Wert, der die Bevölkerung unterteilt in die beiden Hälften derer, die jünger bzw. älter als dieser Wert sind) der Weltbevölkerung im Jahr 2012 beträgt gemäß dem World Factbook der CIA 28,4 Jahre.

## Typische Formen der Altersstrukturen

Die sechs Grundformen der Altersstruktur

Bevölkerungspyramide Venezuelas – klassische Pyramidenform (2000)

Die Begriffe Pyramide, Glocke und Urne gehen auf Friedrich Burgdörfer zurück.
a) Lineare oder klassische Pyramidenform (gleichschenklige Dreiecksform)
Ein nahezu lineares Abnehmen der Bevölkerungszahl je Altersgruppe mit steigendem Alter ergibt sich aus vielen geborenen Kindern und einer gleichhohen Sterblichkeit über alle Altersstufen hinweg, das heißt, die Lebenserwartung aller Neugeborenen ist niedrig, oder es besteht eine nur leicht abnehmende Kinderzahl pro Frau, die aber trotzdem über 2,1 liegt. Diese Form der Pyramide ist verbreitet in Südamerika und Indien, aber auch in christlich-konservativ geprägten Countys der USA (Holmes County, Ohio). Um das Jahr 1890 lag auch in Deutschland und Österreich diese Struktur vor.
Eine Bevölkerungspyramide führt heute aufgrund der stark zurückgegangenen Sterblichkeit über alle Altersstufen hinweg zu einem exponentiellen Bevölkerungswachstum.
b) Verbreiterte bzw. modifizierte Pyramidenform (Pagodenform)
Bei einer konstant sehr hohen oder sogar steigenden Geburtenrate besitzt die Pyramide eine sich nach unten exponentiell verbreiternde Basis. Dies geht einher mit einer meist geringen Lebenserwartung und einer früh einsetzenden, hohen Sterberate über alle Lebensalter hinweg, falls diese Pyramide ein Entwicklungsland beschreibt. Solche Pyramidenformen sind üblich in den ärmsten Ländern der Erde, in einigen afrikanischen Ländern wie Nigeria, DR Kongo oder Uganda.
Auch die Pagodenform führt zu einem exponentiellen Bevölkerungswachstum.
c) Bienenstockform
Die Bienenstockform entsteht aus einer langsam zusammenlaufenden Altersstruktur, die sich im hohen Alter abrupt zusammenzieht. Sie gilt als Ideal, da die Bevölkerungszahl weder steigt noch sinkt. Voraussetzungen hierfür sind, dass eine höhere Lebenserwartung besteht, eine spät einsetzende, hohe Sterberate vorliegt und die Geburtenrate nahezu konstant auf dem Ersatzniveau von 2,1 Kindern pro Frau ist. Falls die Kinderzahl konstant bleibt, werden die USA diese Form in naher Zukunft erreichen.
d) Glockenform
Diese Form ist charakteristisch für eine Bevölkerung, die nach längerer Zeit mit niedrigen Fertilitäts- und Mortalitätsraten wieder mit einer steigenden Geburtenhäufigkeit konfrontiert wird. Ein Beispiel für diesen Alterspyramidentyp sind die Industriestaaten um 1960, zur Zeit des Babybooms.

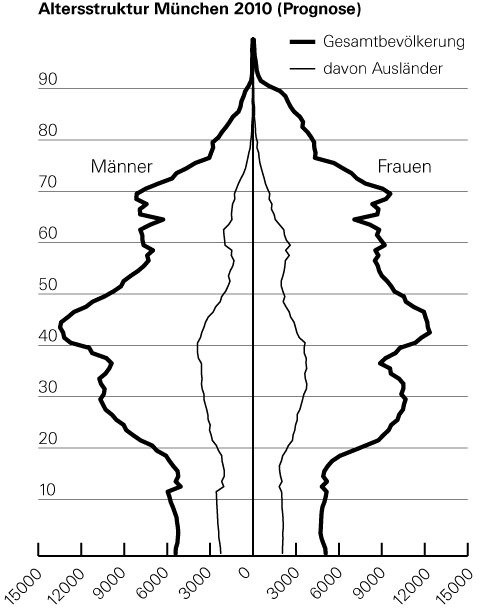
Bevölkerungspyramide von München – Mischform zwischen Zwiebelform und Tannenbaumform

e) Zwiebelform oder Urnenform (überspitzte Zwiebelform)
Viele Industriestaaten weisen diese Form der Altersstruktur auf, da hier eine niedrige Geburtenrate im Übergang zu einem Überhang älterer Menschen führt. Gleichzeitig nehmen die jüngeren Jahrgänge jeweils von Jahr zu Jahr ab. Dieses Phänomen wird meist als Überalterung bezeichnet. Voraussetzungen sind die bei unter 2,1 Kindern pro Frau liegende Gesamtfruchtbarkeitsrate (auch Fertilitätsrate), eine hohe Lebenserwartung mit einer erst spät einsetzenden, hohen Sterberate. Die altersspezifische Mortalität bleibt allerdings gleich. Alterspyramiden ökonomisch hoch entwickelter Staaten wie jener Westeuropas können diesem Typ zugeordnet werden.
f) Tannenbaumform oder Tropfenform
Die Tannenbaumform besteht aus einem sehr schmalen Stamm in den jungen Altersgruppen, der ab den 20-Jährigen massiv breiter wird und sich ab den etwa 35–40-Jährigen langsam zusammenzieht. Die größten Altersgruppen sind die 25–30-Jährigen. Vor allem in Industriestaaten besitzen Großstädte und insbesondere die Innenstädte dieser Großstädte tannenbaumförmige Bevölkerungspyramiden. Das hängt damit zusammen, dass die innerstädtischen Bezirke wenig für Familien und ältere Leute, dafür aber für junge Erwachsene sehr attraktiv sind. Besonders stark ausgeprägt ist die Tannenbaumform in Universitätsstädten oder Szenevierteln wie Shibuya, Friedrichshain-Kreuzberg, Jena oder Manhattan.
Die Übergänge zwischen diesen Formen sind fließend, jedoch können sie aus den kulturellen und sozialen Gegebenheiten der betrachteten Bevölkerung vorhergesagt werden. Auch wenn der Entwicklungsstand eines Landes nicht dem demographischen Stand gleichzusetzen ist, lässt sich dieser durch die Form der Altersstruktur oft erahnen. Ist der prozentuale Anteil der unter 20-Jährigen größer oder gleich 50 %, so spricht man in der Regel von einem Entwicklungsland.
Die typische Reihenfolge ist:
a) → b) → f) → c) → e)
Zu beachten ist, dass die Formen e) und f) nicht stabil sind, d. h., auf Dauer können diese Strukturen nicht erhalten bleiben. Die Struktur entwickelt sich in eine andere, stabile Form weiter, im Extremfall mit einer Geburtenrate von Null.

## Abschätzung der Altersverteilungen

Weibull-simulierte Altersverteilungsfunktionen mit auf 100 normiertem Flächeninhalt

Die gleichen Kurven um 90° nach links gedreht und gespiegelt

Die beobachtete Altersstruktur lässt sich durch unterschiedliche Verteilungsfunktionen annähern. Ein erster Ansatz, die Altersverteilung mit nur einem Parameter, der Mortalität, zu beschreiben, ist die Exponentialverteilung. Wenn eine Population die Größe von B Personen hat und {\displaystyle F(x)} die Zahl der Verstorbenen in Abhängigkeit vom Alter angibt, dann ist {\displaystyle B-F(x)=S(x)} die Zahl der noch Lebenden. Die Altersverteilung {\displaystyle S(x)} lautet demnach:
{\displaystyle S(x)={\text{const.}}\cdot e^{-m\cdot x}}
mit
{\displaystyle m}: Mortalität.
Die Konstante wird so gewählt, dass die Summe über {\displaystyle S(x)} gerade die Population {\displaystyle B} ergibt.
Der Erwartungswert der Exponentialverteilung ist der Kehrwert der Mortalität, der Lebenserwartungswert {\displaystyle {\tfrac {1}{m}}}. Für die Beispiele oben beträgt er für Deutschland {\displaystyle {\tfrac {1}{0{,}01044}}\approx 96} Jahre, für Mexiko 211 Jahre, für China 144 Jahre und für Russland 65 Jahre. Die hohen Werte für Mexiko und China resultieren aus dem hohen Anteil junger Menschen aufgrund des Bevölkerungswachstums. Die Exponentialverteilung kennt keine Alterung, weshalb sie unrealistisch hohe Lebensalter zulässt.
Ein verbesserter Ansatz modelliert die Verteilung mit einer altersabhängigen Mortalitätsrate {\displaystyle m(x)}:
{\displaystyle m\rightarrow m(x)=m_{0}\cdot x^{b-1}.}
Eingesetzt in die Verteilungsfunktion {\displaystyle S(x)} ergibt sich die Weibull-Verteilung mit den beiden Parametern {\displaystyle m_{0}} und {\displaystyle b}:
{\displaystyle S(x)=e^{-m_{0}\cdot x^{b}}.}
Das Diagramm zeigt eine Altersverteilung für die Exponentialverteilung und zwei für die Weibull-Verteilung. Die Parameter sind in der Tabelle zusammengestellt. Die Gesamtzahl (Flächenintegral) beträgt bei allen drei Kurven 100 (beispielsweise 100 Mio. Menschen).
| Kurve |  | {\displaystyle {\tfrac {1}{m_{0}}}} | {\displaystyle b} |  | {\displaystyle {\tfrac {1}{m(1)}}} | {\displaystyle {\tfrac {1}{m(20)}}} | {\displaystyle {\tfrac {1}{m(50)}}} | {\displaystyle {\tfrac {1}{m(80)}}} |  | {\displaystyle S(1)} | {\displaystyle S(60)} | {\displaystyle S(90)} |
| ----- |  | ----------------------------------- | ----------------- |  | ---------------------------------- | ----------------------------------- | ----------------------------------- | ----------------------------------- |  | -------------------- | --------------------- | --------------------- |
| 1     |  | 60                                  | 1,0               |  | 60                                 | 60                                  | 60                                  | 60                                  |  | 1,9                  | 0,7                   | 0,5                   |
| 2     |  | 100                                 | 1,4               |  | 100                                | 30                                  | 21                                  | 17                                  |  | 4,0                  | 0,2                   | 0,04                  |
| 3     |  | 1013                                | 6,8               |  | 1013                               | 3·105                               | 1400                                | 91                                  |  | 1,3                  | 1,2                   | 0,2                   |

- Kurve 1 ist eine Exponentialverteilung mit einem Lebenserwartungswert unabhängig von der Zeit. Für die Jahre 1, 20, 50 und 80 beträgt er konstant 60 Jahre. Der Anteil der einjährigen Personen beträgt 1,9 (also hier 1,9 Millionen), der der 90-Jährigen 0,5.
- Kurve 2 besitzt einen Lebenserwartungswert von {\displaystyle {\tfrac {1}{m_{0}}}=100} mit der Konstanten {\displaystyle b=1{,}4}. Daraus folgt eine Altersabhängigkeit von {\displaystyle {\tfrac {1}{m(x)}}}, die von 100 Jahren bei einem Lebensalter von einem Jahr auf 17 Jahre bei einem Alter von achtzig fällt. Die Verteilung ist pyramidenförmig.
- Kurve 3 simuliert eine konstante Verteilung mit einem Abfall bei sechzig Jahren durch einen sehr hohen Lebenserwartungswert von 1013 bei einem Lebensalter von einem Jahr, der auf Grund des großen Werts von {\displaystyle b=6{,}8} mit zunehmendem Alter sehr schnell abfällt.

Um die Kurven mit einer Alterspyramide zu vergleichen, sind sie um 90° nach links zu drehen, so dass das Lebensalter zur Ordinate wird. Führt man weitere Parameter ein, lassen sich die beobachteten Werte genauer wiedergeben. Andererseits wird die Interpretation der Bedeutung der Parameter schwieriger.
| Land               | Rohe Sterberate | Mittlere Lebenserwartung bei Geburt | Grundform Alterspyramide |
| ------------------ | --------------- | ----------------------------------- | ------------------------ |
| Deutschland (2008) | 1,08/1000       | 79,01 Jahre                         | Urnenform                |
| Mexiko (2008)      | 4,78/1000       | 75,84 Jahre                         | Pyramidenform            |
| China (2008)       | 7,03/1000       | 73,18 Jahre                         | Bienenstockform          |
| Russland (2008)    | 14,62/1000      | 67,88 Jahre                         | Urnenform                |